# Мкртчян, Левон Никитович
Лево́н Ники́тович Мкртчян (арм. Լևոն   Մկրտչյան; род. 8 мая 1938) — армянский медик, научный и общественный деятель.

## Образование
- 1961 — окончил с отличием лечебный факультет ЕрГМИ.

## Трудовая деятельность
- 1962—1977 — работал ассистентом, доцентом, профессором кафедры патоморфологии ЕрГМИ.
- 1977—1999 — директор Онкологического научного центра МЗ Армении.
- С 1999 — заведующий лабораторией ОНЦ МЗ.

В 1990—1991 — член ЦК КПСС.

## Награды и звания
- 1972 — доктор медицинских наук.
- 1973 — профессор.
- 1979—1990 — член президиума правления научного общества онкологов СССР.
- 1982—1991 — председатель научно-медицинских обществ МЗ Армянской ССР.
- 1984 — почетный член общества патологов Венгрии.
- 1990 — заслуженный деятель науки Армении.
- 1992—1999 — член ассоциации директоров онкологических институтов стран СНГ.
- 1995 — лауреат «Золотого диска за научные достижения» (США).
- 1996 — действительный член Нью-Йоркской АН.
- 1996 — награда Американского биографического института.
- 1996 — международный почетный деятель культуры (США).
- 1997 — президент АМН Армении.
- 1997 — "Человек года" по версии Американского биографического института
- 1997 — лауреат «Золотой звезды» от Международного биографического центра (Кембридж, Англия).
- 1998 — академик Международного общества академиков (США).
- 1998 — член-корреспондент Интернациональной академии «Арарат» (Франция).
- 1999 — академик РАЕН.